# تابانوویچ (شاباتس)
تابانوویچ (به صربی: Tabanović) یک منطقهٔ مسکونی در صربستان است که در شاباتس واقع شده‌است. تابانوویچ ۱٬۴۲۰ نفر جمعیت دارد.